# Laemostenus caspius
Laemostenus (Laemostenus) caspius – gatunek chrząszcza z rodziny biegaczowatych, podrodziny Platyninae i plemienia Sphodrini.
Gatunek opisany został w 1832 roku przez Édouarda Ménétriesa. W obrębie swojego rodzaju należy do podrodzaju nominatywnego Laemostenus s. str. i grupy gatunków complanatus-species group.
Chrząszcz palearktyczny. Wykazany z Rosji (Kaukaz: Kaukaz Zachodni), Azerbejdżanu i Iranu. Kriżanowskij i inni określają jego zasięg jako obejmujący Kaukaz Większy, Wyżynę Armeńską, Tałysz i Turan. W Iranie podawany m.in. z ostanu Ardabil.